# عبد الملعون
عبد الملعون (بالإنجليزية: Abdul the Damned)‏ هو فيلم أبيض وأسود درامي بريطاني إنتاج عام 1935 أخرجه  كارل غرون وبطولة فريتز كورتنر ونيلس أستير وجون ستيوارت. تم إنتاجه في استوديوهات الصور الدولية البريطانية بواسطة ألاينس كابيتال برودكشنز. يحكي الفيلم أحداث في الإمبراطورية العثمانية في السنوات التي سبقت الحرب العالمية الأولى ، في عهد السلطان عبد الحميد الثاني ولحركة تركيا الفتاة الذي خلعه عن السلطة.
يعتبر الفيلم أول عمل إخراجي ل كارل غرون في المنفى في إنجلترا. تم تصوير لقطات الفيلم الخارجية نهاية عام 1934 في إسطنبول، اجتاز الفيلم الرقابة في فبراير 1935، وتم العرض الأول لفيلم في مارس 1935 في فندق ريجال في لندن كجزء من العرض العام. في النمسا موطن المخرج كارل، عُرض الفيلم لأول مرة في فيينا في 15 مايو 1935 (في النسخة الأصلية مع ترجمة ألمانية). وهناك عنوان لقب عبد الحميد، ومع ذلك تم طرح الفيلم على نطاق واسع في دور السينما البريطانية في 23 سبتمبر 1935.
يعتبر الفيلم أحد المساهمات المهمة للمهاجرين الناطقين بالألمانية في المنفى في بريطانيا خلال الرايخ الثالث. بالإضافة إلى كورتنر وجرون، شارك الممثل الرئيسي كورتنر أيضًا في السيناريو، لكنه ظل بدون ذكر اسمه. شارك أيضًا ماكس شاش (الإنتاج)، وهانز إيسلر (تأليف الفيلم)، وجو ستراسنر (الأزياء)، وأوتو كانتورك (الكاميرا)، ووالتر ريلا، الذي لعب دور حسن باي.

## سيناريو
في عام 1908 واجه السلطان عبد الحميد مقاومة من حزب تركيا الفتاة، في قلب الأحداث ترأس الإمبراطورية العثمانية سلطان مستبد متعطش للدماء بقدر ما هو قاس من عام 1876 إلى عام 1909، في أحد الأيام يستدعي السلطان زعيم حزب تركيا الفتاة للعودة من المنفى إلى الوطن من أجل تشكيل حكومة شرعية هناك. ولكن منذ البداية هناك مكائد حاضرة وراء الكواليس، لايمكن الوثوق بأي أي معارض. لدى السلطان عبد الحميد رئيس شرطة يدعى كادار باشا، متنكراً بالطربوش الأبيض، وهو رمز واضح لحركة تركيا الفتاة، يقتل زعيم الحزب التركي القديم. وهذا يمنح السلطان أخيرًا شيئًا لاستخدامه ضد الأتراك الشباب، الذين لا يحبهم، والذين أطاح بحكومتهم الجديدة وتم اعتقال وإعدام قادتهم.
لكن كادار باشا ارتكب خطأً فادحًا في مهمته القذرة: هناك ناجٍ واحد. اسمه تالاك باشا، وهو نقيب في الجيش ويتعرف على رئيس الشرطة عديم الضمير باعتباره الجاني. يأتي إنقاذ تالاك من خلال الممثلة الفيينية الساحرة تيريز ألدر، التي توافق على دخول حريم السلطان مقابل حماية حياة تالاك. في الواقع، تم إطلاق سراح الشاب التركي وانضم على الفور إلى المتمردين الذين تجمعوا في سالونيك، التي كانت لا تزال تحت الاحتلال التركي في ذلك الوقت. يتم التحضير لانتفاضة كبرى لإنهاء حكم عبد الحميد الإرهابي سريعًا.

## فريق التمثيل
- فريتز كورتنر في دور السلطان عبد الحميد الثاني / كيلار
- نيلس أستير في دور رئيسًا للشرطة كدار باشا
- جون ستيوارت في دور النقيب تالاك باي
- أدريان أميس في دور تيريز ألدر
- إسمي بيرسي في دور علي - رئيس الخصي
- والتر ريلا في دور حسن بك
- تشارلز كارسون في دور عام  حلمي باشا
- باتريك نولز في دور عمر - ملحق حلمي
- إريك بورتمان في دور متآمر
- كليفورد هيذرلي في دور طبيب محكمة
- هنري ب. لونجهيرست في دور قائد عام للحراس الشخصيين
- آني إزموند في دور رفيق قطار تيريز
- هارولد ساكسون - سنيل في دور رئيس استجواب
- جورج زوكو في دور ضابط في فرقة إطلاق النار
- روبرت نايلور في دور مغني أوبرا
- وارن جنكينز في دور المغني التركي الشاب
- هنري بيترسون في دور جاسوس
- آرثر هاردي في دور سفير